# Eduard von Goeddaeus
Eduard Ludwig Karl Bernhard von Goeddaeus (* 11. November 1815 in Kassel; † 1. Februar 1888 in Frankfurt am Main) war ein deutscher Politiker und Staatsbeamter im Kurfürstentum Hessen. Von 1860 bis 1862 leitete er das Außenministerium und das Ministerium des kurfürstlichen Hauses. Er war Mitglied des fünfköpfigen Gesamtstaatsministeriums.

## Familie
Goeddaeus' Vater war der Staatsrat Bernhard Philipp Friedrich von Goeddaeus (* 7. August 1788 in Rinteln; † 5. März 1853 in Marburg), Gutsbesitzer in Brünchenhain. Am 14. Mai 1812 hatte er Friederike Charlotte Juliane geb. von und zu Gilsa (* 10. Oktober 1791 in Kassel; † 16. Oktober 1866 in Lamspringe) geheiratet. Eduard war der zweite Sohn und das dritte von zehn Kindern aus dieser Ehe.
Die Großeltern väterlicherseits waren der 1814 nobilitierte Richter am Appellationsgericht zu Kassel Heinrich Goddaeus (1742–1819) und Amalie Sophie Adelheid geb. von Hüllesheim (1768–1828). Die Großeltern mütterlicherseits waren Karl Ludwig Philipp von Gilsa (1753–1823) und Wilhelmine Charlotte Christine von Wintzingerode (1754–1792).
Eduard von Goddaeus heiratete 1878 in Treysa Elisabeth Anna Blauroth (* 1852). Aus der Ehe gingen vier Kinder hervor.

## Leben
Goeddaeus besuchte das Ernestinum Rinteln. Von 1835 bis 1840 studierte er Rechtswissenschaft und Staatswissenschaften an der Philipps-Universität Marburg und der Georg-August-Universität Göttingen. Er wurde Mitglied des Corps Guestphalia Marburg (1835) und des Corps Guestphalia Göttingen (1836). Nach Abschluss seiner Studien wurde er 1840 Referendar am Obergericht in Marburg und von 1843 bis 1850 war er Staatsanwalt ebenda. Daneben war er 1847 und 1850 Mitglied des Marburger Stadtrats. 1850 wurde er als Regierungsassessor zur Oberen Bezirksbehörde in Kassel versetzt, wo er im Nebenamt auch Landtagskommissar war. 1851 wurde er Referent bei der kurfürstlichen Regierung in Kassel sowie gleichzeitig landesherrlicher Kommissar beim Judenschaftlichen Vorsteheramt in Kassel, 1852 auch Regierungskommissar der Halberstadtschen Fräuleinstiftung und 1854/55 Mitglied der Kommission für landwirtschaftliche Angelegenheiten. 1855 wurde er als Landrat nach Witzenhausen versetzt. 1856 wurde er Legationsrat und Vortragender Rat im Kasseler Außenministerium, im Geheimen Kabinett und im Gesamtstaatsministerium. 1858/59 war er gleichzeitig Mitglied der Ordenskommission.
Am 15. Juli 1859, nach der im Mai erfolgten Demission des seit Februar 1856 von Friedrich Scheffer (1800–1879) geführten Gesamtstaatsministeriums, wurde er als Nachfolger von Friedrich Siegmund von Meyer (1807–1888) kommissarisch mit der Leitung des Außenministeriums im Ministerium Abée-Volmar betraut und dann am 9. Juni 1860 zum Geheimen Legationsrat und Vorstand des Außenministeriums und des Ministeriums des kurfürstlichen Hauses und Mitglied des Gesamtstaatsministeriums ernannt. Er trat im Juni 1862 zurück und wurde in den Wartestand versetzt. Amtierender Nachfolger wurde am 22. Juni 1862 Carl von Dehn-Rotfelser (1808–1881), der das Ministerium während bis Dezember 1862 zusätzlich zum Finanzministerium leitete.
1864 wurde er zum kurhessischen Ministerresidenten am französischen Hof ernannt, aber noch im gleichen Jahr verließ er den Staatsdienst und ging als Rechtskonsulent nach Frankfurt am Main. Im Jahre 1868 war er noch einmal als Landrat des Kreises Fritzlar kurze Zeit im (nunmehr preußischen) Staatsdienst.
Acht Jahre nach dem Tod des letzten Kurfürsten von Hessen-Kassel, Friedrich Wilhelm, veröffentlichte Eduard von Goeddaeus 1883 die Schrift Aus dem Leben des Kurfürsten Friedrich Wilhelm von Hessen.

## Brünchenhain
Das im Jahre 1719 von seinem Ururgroßvater, dem hessen-kasselischen Oberkammerrat Heinrich Dehn-Rothfelser (1657–1725), erbaute Herrenhaus Brünchenhain, das er 1853 von seinem Vater erbte, ließ er zu seiner heutigen Gestalt umbauen.

## Ehrungen
- Hausorden vom Goldenen Löwen, Ritterkreuz, Kommandeurskreuz II. Klasse
- Kommandeur II. Klasse des Wilhelmsordens